# Віктор Чокилтя
Віктор Чокилтя (нар. 16 січня 1932, Бухарест — 10 вересня 1983, Манреза) — румунський шахіст, гросмейстер від 1978 року.

## Шахова кар'єра
Від початку 1950-х до кінця 1970-х років належав до когорти провідних румунських шахістів. У 1952, 1959, 1961, 1969, 1970, 1971, 1975 і 1979 роках вісім разів виборов титул чемпіона країни. Чотири рази виступив на зональних турнірах (відбіркового циклу чемпіонату світу), не виборовши, однак, просування до міжзонального турніру (найближче до досягнення цього успіху був 1972 року, поділивши у Врнячці-Бані 5-6-те місце). Досягнув багатьох турнірних успіхів, серед яких найбільші: 3-тє місце в Дрездені (1956, позаду Юрія Авербаха і Ратміра Холмова), 1-2-ге місце в Софії (1962), 3-4-те місце в Белграді (1962), 2-ге місце в Цинновіці (1966), 1-2-ге місце в Реджо-Емілії (1966/67, разом з Драголюбом Чиричем), 1-4-те в Реджо-Емілії (1968/69), 3-4-те місце в Малазі (1971), 1-ше місце в Тунісі (1973), 1-2-ге місце в Дортмунді (1974, разом з Ласло Сабо), 1-ше місце в Бухаресті (1975), 1-ше місце в Сату-Маре (1979), 1-ше місце в Келіменешті (1980), 1-ше місце у Валь Торанс (1981), 2-4-те місце в Барселоні (1981) та 3-тє місце в Салоніках (1983).
Неодноразово представляв Румунію на командних змаганнях, зокрема:
- одинадцять разів на шахових олімпіадах (1956, 1962, 1964, 1966, 1968, 1970, 1972, 1974, 1978, 1980, 1982)[3],
- тричі на командних чемпіонатах Європи (1965, 1973, 1977)[4],
- дванадцять разів на BŁĄD; дванадцятиразовий призер: в командному заліку — двічі золотий (1971, 1977), п'ять разів срібний (1973, 1974, 1978, 1980, 1981) і в п'ять разів бронзовий (1972, 1975, 1976, 1979, 1982)[5].

Найвищий рейтинг Ело мав станом на 1 січня 1976 року, досягнувши 2480 очок займав тоді 3-тє місце серед румунських шахістів.
Серед багатьох партій, які він зіграв, найбільше популярності принесла йому перемога над Боббі Фішером під час олімпіади 1962 в Гавані. Чокилтя помер 10 вересня 1983 року під час шахової партії, яку грав у рамках турніру в іспанському місті Манреза. Починаючи з 1984 року в Румунії проходить меморіал його пам'яті, цей турнір щорічно вважається одним з найсильніших шахових змагань, що проходять в цій країні.